# Jacques Chartron
Pour les articles homonymes, voir Chartron.
Jacques Chartron, né à Hériménil le 19 juin 1922 et mort le 8 juillet 1998 à Aurillac, est un haut fonctionnaire et un homme politique français.

## Biographie
Après une scolarité au Lycée Henri-Poincaré à Nancy, il intègre l'Université de droit de Nancy, où il suit une licence de droit, puis un DES en droit public, économique politique, histoire du droit et droit romain. En novembre 1945, il devient assistant à cette même faculté.
Il entre après cela dans la carrière préfectorale.
Il est notamment préfet de la Creuse de 1969 à 1973 puis  préfet de Savoie jusqu'en 1974. 
Il est nommé à la direction de la Direction de la surveillance du territoire, la D.S.T, en 1974 au moment où la France est secouée par les attentats du terroriste Carlos et l'assassinat des deux inspecteurs de la D.S.T, Raymond Dous et Jean Donatini. 
Il rejoint ensuite la préfecture de l'Aisne jusqu'en 1978 puis celle du  Bas-Rhin et est nommé  préfet de la Région Alsace jusqu'en 1981.
Jacques Chartron est le responsable de l'Association des élus du rassemblement et sympathisants créée en 1984 et secrétaire national aux élections pour le même mouvement.
Il est élu député de la Creuse sous l'étiquette RPR en 1986 et occupera cette fonction jusqu'en 1988.
Il est commandeur de la Légion d'honneur.